# Plebejus lydiades
Plebejus lydiades är en fjärilsart som beskrevs av Hans Fruhstorfer 1910. Plebejus lydiades ingår i släktet Plebejus och familjen juvelvingar. Inga underarter finns listade i Catalogue of Life.